# Anaksandra
Anaksandra, Anaxandra, gr. Ἀναξάνδρα (czynna ok. 220 p.n.e.) – starożytna malarka grecka.
Była córką i uczennicą Nealkesa, malarza scen mitologicznych. Tworzyła około 228 p.n.e. Wspomniana w II wieku n.e. przez Klemensa Aleksandryjskiego, w jego zbiorze Kobierce, ze źródłowym powołaniem się na zaginione pismo hellenistycznego autora Didymosa z Aleksandrii.
Imię Anaxandra zostało przez Międzynarodową Unię Astronomiczną nadane w 1994 dużemu kraterowi (średnicy 20 km) na planecie Wenus. 